# Nomarkhész
A nomarkhész (ógörögül: νομάρχης, óegyiptomiul: ḥrj tp ꜥꜣ vezér, vezető) tartományi kormányzó volt az ókori Egyiptomban. Az országot a IV. dinasztia korában 10, a későkorra összesen 42 tartományra (nomoszra) osztották (egyiptomi nyelven szepat = határ). A nomarkhész egy nomoszért felelős kormányzati tisztviselő volt.

## Etimológia
A nomosz szó az ógörög νομός (tartomány, kerület) kifejezésből származik. A nomarkhész a νομάρχης szóból származik: nomosz - tartomány + arkhész (άρχης) "vezér, uralkodó" (példa: arkhón szó eredete).

## Egyiptomi történelem
Az egyiptomi birodalom nomoszokra való felosztása a korai óbirodalomban,  III. dinasztia alapítójának, Dzsószer fáraónak uralkodása idején, i. e. 2670 körül dokumentálható, de egészen biztosan még régebbre, a Nílus-völgyi predinasztikus királyságokig nyúlik vissza Alsó és felső-Egyiptom nomoszainak legkorábbi listái az V. dinasztia hatodik fáraója, Neuszerré Ini uralkodásának idejéből származnak, ettől kezdve a nomarkhészek már nem a királyi fővárosban éltek, hanem a tartományaikban maradtak.
A nomarkhész eredetileg az uralkodó tisztviselője, aki a szepatok éves adóját gyűjtötte be a királyi raktárak számára, a szepat néhány faluból és városból álló egységét a nuit rangú város vezette. A nuitban központosult a szepat mindenfajta vezetése, legyen az katonai vagy polgári. Az I. és II. dinasztia korában a kerületek a két évenkénti vagyonszámbavétel, azaz a vagyoni cenzus felállításának alapjai. Ennek könyvelése vezetett a korai egyiptomi történelem legjelentősebb forráskorpuszának, az évkönyveknek a megjelenéséhez. A legkorábbi szepatkormányzók még szétszórt területek felett őrködtek, több nuit állt a vezetésük alatt. Dzsószer idején még nem volt nagyvezíri tisztség, így a szepatok vezetői a hat nagy udvar részeként közvetlenül neki tartoztak felelősséggel.
A IV. dinasztia a centralizálás kora, amikor a szepatok vezetői – hasonlóan az állam összes vezető pozíciójához – valamilyen közvetlen rokonságban álltak az uralkodóval, és a vezírnek tartoztak felelősséggel, aki az uralkodó legközvetlenebb rokona (fia, testvére) volt. Uszerkaf uralkodásával kezdődött a központi hatalom bomlása a papi kiváltságolásokkal, és a királyi udvarban élő, de a dinasztiával már rokonságbn nem lévő főhivatalnokok kinevezésével. A nomarkhészek hatalma a Niuszerrét követő második fáraónak (származása bizonytalan, de talán elődjéhez hasonlóan ő is az uralkodó fia volt), Dzsedkaré Iszeszinek a reformjaival nőtt meg, amely ténylegesen decentralizálta az egyiptomi államot. A nomarkhész tisztsége ezután gyorsan örökletes lett, és ezzel egy feudális rendszer jött létre, ahol a tartományuraknak való hűség lassan felváltotta a fáraó iránti engedelmességet. I. Pepi valószínűleg egy nomarkhészcsaládból származott, és hatalmát a nomarkhészekkel szemben a legbefolyásosabb nomarkhészcsaládból választott feleségekkel igyekezett alátámasztani. II. Pepi alatt a déli területek már csak névleg tartoztak Memphisz alá, a nomarkhész szinte korlátlan hatalommal rendelkezett. Ezek közül már ekkor Sziut, Hahninszu és Uaszet (Théba) kormányzói a legjelentősebbek.
Kevesebb mint 200 évvel Dzsedkaré uralkodása után a nomarkhészek a tartományok teljhatalmú vezetőivé váltak. Az első átmeneti kor hajnalán a VIII. dinasztia fáraóinak hatalma olyannyira lecsökkent, hogy trónjuk megléte a legerősebb nomarkhészek támogatásától függött, akiknek címeket és kitüntetéseket adományoztak. Az első átmeneti kor nomarkhészei csak a ténylegesen fennálló status quót deklarálták, amikor magukat már önálló uralkodókként emlegették.
A nomarkhészek hatalma a fáraók erejének újbóli megerősödése során is fontos maradt a XI dinasztia jóvoltából, amely eredetileg thébai nomarkhészek családja volt. Hatalmuk a következő, XII. dinasztia alatt csökkent, megteremtve az alapot a királyi hatalom csúcspontjának eléréséhez a középbirodalom idején. I. Amenemhat az ország egyesítése után megbízható embereket állított a fontosabb szepatok élére, majd III. Amenemhat uralkodása idején végérvényesen megszűnt a nomarkhészek hatszáz éves szakadatlan síremlékláncolata. A nomarkhészek hatalmának megszüntetése olyan eredményes volt, hogy a második átmeneti korban nem ismétlődött meg az ország teljes széthullása. Az újbirodalomban a nomarkhész másodlagos közigazgatási vezetővé változott.

## A kifejezés későbbi használata
A nomarkhész címet a római korban is használták.
A cím a modern Görögországban is használatos az ország régióinak vezetőire, amelyeket szintén nomosznak neveznek (pl. νομοί, nomoi; νομαρχία, nomarchia, amely a nomarkhosz hatáskörébe tartozó területre is utal).

## Internetes források
- The Nomes (provinces) of Ancient Egypt. Philae.nu. [2010. június 2-i dátummal az eredetiből archiválva].

## Fordítás
- Ez a szócikk részben vagy egészben  a   Nomarch című angol Wikipédia-szócikk ezen változatának fordításán alapul.  Az eredeti cikk szerkesztőit annak laptörténete sorolja fel. Ez a jelzés csupán a megfogalmazás eredetét és a szerzői jogokat jelzi, nem szolgál a cikkben szereplő információk forrásmegjelöléseként.